# Tarime (huyện)
Tarime là một huyện thuộc vùng Mara, Tanzania. Thủ phủ của huyện Tarime đóng tại Tarime. Huyện Tarime có diện tích 3885 ki lô mét vuông. Đến thời điểm điều tra dân số ngày 25 tháng 8 năm 2002, huyện Tarime có dân số 490731 người.